# Comté d'Atchison (Missouri)
Pour les articles homonymes, voir Comté d'Atchison et Atchison.
Le comté d'Atchison (Atchison county) est un comté du Missouri aux États-Unis. Le siège du comté se situe à Rock Port. Le comté date de 1845 et il fut nommé en hommage au sénateur du Missouri David Rice Atchison. Au recensement de 2000, la population était constituée de 6 430 personnes. 

## Géographie
Selon le bureau du recensement des États-Unis, le comté totalise une surface 1 418 km² dont 7 km2 d’eau. 
La frontière occidentale d'Atchison est en grande partie constituée par le fleuve Missouri. Le comté partage cette frontière avec le Nebraska.  

### Comtés voisins
- Comté de Fremont (Iowa)  (nord)
- Comté de Page (Iowa)  (nord-est)
- Comté de Nodaway (Missouri)  (est)
- Comté de Holt (Missouri)  (sud)
- Comté de Richardson (Nebraska)  (sud-ouest)
- Comté de Nemaha (Nebraska)  (ouest)
- Comté de Otoe (Nebraska)  (nord-ouest)

### Route principale
- Interstate 29
- U.S. Route 59
- U.S. Route 136
- U.S. Route 275
- Missouri Route 46
- Missouri Route 111

## Citoyen important
Sam Graves, sénateur au congrès.

## Démographie
Selon le recensement de 2000, sur les 6 430 habitants, on retrouvait 2 722 ménages et 1 777 familles dans le comté. La densité de population était de cinq habitants par km² et la densité d’habitations (3 103 au total) était de deux habitations par km². La population était composée de 97,00 % de blancs, de 2,05 %  d’afro-américains, de 0,19 % d’amérindiens et de 0,14 % d’asiatiques.
26,60 % des ménages avaient des enfants de moins de 18 ans, 55,8 % étaient des couples mariés. 24,1 % de la population avait moins de 18 ans, 6,5 % entre 18 et 24 ans, 24,2 % entre 25 et 44 ans, 24,2 % entre 45 et 64 ans et 21,1 % au-dessus de 65 ans. L’âge moyen était de 42 ans. La proportion de femmes était de 100 pour 99,3 hommes.
Le revenu moyen d’un ménage était de 30 959 dollars.

## Villes et cités
| - Fairfax - Langdon | - Rock Port - Tarkio | - Watson - Westboro |